# Liste der Träger des Verdienstordens des Freistaats Thüringen
Diese Liste führt die Träger des Verdienstordens des Freistaats Thüringen auf. Die Auszeichnung wurde am 22. November 2000 erstmals vergeben.
| Inhaltsverzeichnis: 2000 \| 2003 \| 2004 \| 2005 \| 2006 \| 2007 \| 2008 \| 2009 \| 2010 \| 2011 \| 2012 \| 2013 \| 2014 \| 2015 \| 2016 \| 2017 \| 2018 \| 2019 \| 2020 \| 2024 \| 2025 \| Quelle \| Einzelnachweise |

## 2000
- Theresia Birkefeld (verliehen am 22. November 2000)
- Wolfgang Blankenhorn (verliehen am 22. November 2000)
- Berthold Dücker (verliehen am 22. November 2000)
- Georg Machnik (verliehen am 22. November 2000)
- Margareta Mock (verliehen am 22. November 2000)
- Gottfried Müller (verliehen am 22. November 2000)
- Stephan Schambach (verliehen am 22. November 2000)
- Helga-Maria Schöller (verliehen am 22. November 2000)
- Georg Weidinger (verliehen am 22. November 2000)

## 2003
- Günter Klaus Baumgarten (verliehen am 24. Januar 2003)
- Hans-Peter Brodhun (verliehen am 24. Januar 2003)
- Rosemarie Fickel (verliehen am 24. Januar 2003)
- Dorothea Helene Emma Käthe Ilsetraut Glock (verliehen am 24. Januar 2003)
- Roland Hoffmann (verliehen am 24. Januar 2003)
- Ernst Richard Hünninger (verliehen am 24. Januar 2003)
- Luise Charlotte Kottler (verliehen am 24. Januar 2003)
- Ilse Maria Sigrid Lehmstedt (verliehen am 24. Januar 2003)
- Peter Lepper (verliehen am 24. Januar 2003)
- Hertha Machold (verliehen am 24. Januar 2003)
- Gunda Niemann-Stirnemann (verliehen am 24. Januar 2003)
- Herbert Oelschläger (verliehen am 24. Januar 2003)
- Paul Raabe (verliehen am 24. Januar 2003)
- Günter Friedrich Weiler (verliehen am 24. Januar 2003)

- Horst Alfred Bechthum (verliehen am 24. März 2003)
- Klaus Günther Beyer (verliehen am 24. März 2003)
- Karl-Heinz Beyermann (verliehen am 24. März 2003)
- Werner Bornkessel (verliehen am 24. März 2003)
- Wolfgang Gens (verliehen am 24. März 2003)
- Oskar Hans Dietfried Heinrich Jorke (verliehen am 24. März 2003)
- Hanns Gotthard Lasch (verliehen am 24. März 2003)
- Gudrun Löffler (verliehen am 24. März 2003)
- Reinhard Nitzsche (verliehen am 24. März 2003)
- Heinz Schleef (verliehen am 24. März 2003)
- Lothar Späth (verliehen am 24. März 2003)
- Rudolf Weisheit (verliehen am 24. März 2003)
- Wolfgang Zierow (verliehen am 24. März 2003)
- Thomas Bauer (verliehen am 12. September 2003)

## 2004
- Karl Heinrich Muhr (verliehen am 12. Februar 2004)
- Heino Falcke (verliehen am 15. Mai 2004)
- Helmut Fritsche (verliehen am 15. Mai 2004 für sein Wirken im thüringischen Weißensee)
- Helge Greiner (verliehen am 15. Mai 2004)
- Victor Henle (verliehen am 15. Mai 2004)
- Siegfried Knüpfer (verliehen am 15. Mai 2004)
- Ehrhardt Herbert Köhler (verliehen am 15. Mai 2004)
- Gunda Lämmer (verliehen am 15. Mai 2004)
- Wolfgang Schaller (verliehen am 15. Mai 2004)
- Manfred Schröter (verliehen am 15. Mai 2004)
- Manfred Thomas (verliehen am 15. Mai 2004)
- Fritz Walter Wenig (verliehen am 15. Mai 2004)
- Franz-Josef Wokittel (verliehen am 15. Mai 2004)
- Jean-Claude Voisin (verliehen am 26. August 2004)
- Gerhard Sauerbrey (verliehen am 11. September 2004)
- Andreas Birkmann (verliehen am 17. September 2004)

## 2005
- Werner Leich (verliehen am 2. März 2005)
- Monika Moritz (verliehen am 2. März 2005)
- Klaus Neumann (verliehen am 2. März 2005)
- Niels Lund Chrestensen (verliehen am 5. April 2005)
- Ingeborg Gruber (verliehen am 20. Juli 2005)
- Bernhard Vogel (verliehen am 3. Oktober 2005)
- Josef Duchač (verliehen am 6. Dezember 2005)
- Gerd Schuchardt (verliehen am 6. Dezember 2005)

## 2006
- Winfried Arenhövel (verliehen am 18. Januar 2006)
- Magdalene Behlert (verliehen am 18. Januar 2006)
- Karl-Heinz Walter (verliehen am 18. Januar 2006)
- Sarah Kirsch (verliehen am 28. März 2006)
- Hilmar Kopper (verliehen am 6. Mai 2006)
- Claude Martin (verliehen am 12. Juli 2006)
- Janusz Sepiol (verliehen am 14. September 2006)
- Ilse Franke (verliehen am 5. Oktober 2006)
- Hans-Joachim Bauer (verliehen am 9. November 2006)

## 2007
- Raimund Goth (verliehen am 28. März 2007)
- Dirk Schmidt (verliehen am 24. April 2007)
- Wolfgang Filbrich (verliehen am 9. Juni 2007)
- Hermann Ströbel (verliehen am 2. November 2007)

## 2008
- Elvira Heide (verliehen am 18. März 2008)
- Peter Röhlinger (verliehen am 19. März 2008)
- Gerhard Max Matthias Werner (verliehen am 30. April 2008)
- Johannes Hoffmeister (verliehen am 30. Juni 2008)
- Wolfgang Ruske (verliehen am 25. August 2008)
- Wolfgang Bergsdorf (verliehen am 9. September 2008)
- Kurt Morneweg (verliehen am 9. September 2008)
- Reiner Kunze (verliehen am 25. September 2008)

## 2009
- Robert J. Büchler (verliehen am 8. April 2009 für herausragendes Engagement um Erinnerung und Aussöhnung[1])
- Heinz Scharr (verliehen am 8. Juni 2009)
- Arnold Albrecht (verliehen am 9. Juni 2009)
- Tankred Dorst (verliehen am 10. August 2009)
- Werner Tussing (verliehen am 21. November 2009)

## 2010
- Helga Steinert (verliehen am 7. Januar 2010)
- Franz Josef Klassen (verliehen am 13. Januar 2010)
- Christian Tschesch (verliehen am 13. Januar 2010)
- Hans-Georg Hunger (verliehen am 5. März 2010)
- Floréal Barrier (verliehen am 10. April 2010)
- Bertrand Herz (verliehen am 10. April 2010)
- Reinhold Stanitzek (verliehen am 20. Mai 2010)
- Jürgen Friedrich (verliehen am 2. November 2010)
- Hans-Reinhard Koch (verliehen am 2. November 2010)
- Israel Schwierz (verliehen am 2. November 2010)

## 2011
- Iris von Arnim (verliehen am 8. April 2011)
- Hans-Jürgen Giese (verliehen am 8. April 2011)
- Karl Moszner (verliehen am 11. Mai 2011)
- Andreas Tünnermann (verliehen am 12. Mai 2011)
- Wolfgang Nossen (verliehen am 26. November 2011)
- Wolfgang Müller (verliehen am 29. November 2011)

## 2012
- Karl Zwermann (verliehen am 1. Februar 2012)
- Reiner Spanner (verliehen am 9. März 2012)
- Martin Kaspari (verliehen am 13. März 2012)[2]
- Klaus Kliem (verliehen am 25. Mai 2012)[3]
- Günter Müller (verliehen am 27. September 2012)

## 2013
- Stéphane Hessel (verliehen am 20. Februar 2013, ausgehändigt seiner Witwe Christiane Hessel)
- Clemens Klockner (verliehen am 4. Juli 2013)
- Nike Wagner (verliehen am 6. November 2013)
- Peter Brandt (verliehen am 6. Dezember 2013)
- Josef Eib (verliehen am 6. Dezember 2013)
- Werner Gernat (verliehen am 6. Dezember 2013)
- Horst Höhne (verliehen am 6. Dezember 2013)
- Peter Stephan (verliehen am 6. Dezember 2013)[4]

## 2014
- Heinrich Bartl (verliehen am 25. Februar 2014)[5]
- Heinz-Bernd Viegener (verliehen am 25. Februar 2014)
- Walter Viegener (verliehen am 25. Februar 2014)
- Monika Wiegandt (verliehen am 25. Februar 2014)
- Günther Panzram (verliehen am 28. Mai 2014)
- Rolf-Dieter Arens (verliehen am 20. Juni 2014)[6]
- Peter Bach (verliehen am 20. Juni 2014)
- Wolfram Huschke (verliehen am 20. Juni 2014)
- Uwe Landsiedel (verliehen am 20. Juni 2014)

## 2015
- Charles Robert Harmon (verliehen am 12. April 2015)
- Nathalie Triebel (verliehen am 12. April 2015)
- Katrin Katzung (verliehen am 19. Oktober 2015)
- Eckart Lange (verliehen am 19. Oktober 2015)
- Annemarie Liewald (verliehen am 19. Oktober 2015)
- Dieter Stolte (verliehen am 19. Oktober 2015)

## 2016
- Ulrike Drasdo (verliehen am 13. Oktober 2016)[7]

## 2017
- Alan Bern (verliehen am 30. Mai 2017)
- Detlef Goss (verliehen am 30. Mai 2017)
- Anette Morhard (verliehen am 30. Mai 2017)
- Volker Sklenar (verliehen am 30. Mai 2017)
- Roland Büttner (verliehen am 8. November 2017)[8]
- Andreas Lesser (verliehen am 8. November 2017)
- Helmut Liebermann (verliehen am 8. November 2017)
- Peter Maser (verliehen am 8. November 2017)

## 2018
- Gerd Pillau (verliehen am 5. Juli 2018)
- Renate Müller (verliehen am 3. Dezember 2018)
- Gerald Grusser (verliehen am 3. Dezember 2018)
- Marion Schneider (verliehen am 3. Dezember 2018)

## 2019
- Ivan Ivanji (verliehen am 26. Januar 2019)[9]
- Helmut-Eberhard Paulus (verliehen am 3. Juni 2019)
- Ulrich Töpfer (verliehen am 3. Juni 2019)
- Thomas Wurzel (verliehen am 3. Juni 2019)
- Peter Pfeifer (verliehen am 22. November 2019)

## 2020
- Kristine Glatzel (verliehen am 4. November 2020)
- Jutta Penndorf (verliehen am 4. November 2020)
- Elsa-Ulrike Ross (verliehen am 4. November 2020)
- Volker Düssel (verliehen am 4. November 2020)
- Rainer Eckert (verliehen am 4. November 2020)
- Manfred Fischer (verliehen am 4. November 2020)
- Hermann Knauer (verliehen am 4. November 2020)[10]
- Rainer Knauf (verliehen am 4. November 2020)
- Volkhard Knigge (verliehen am 4. November 2020)
- Burkhardt Kolbmüller (verliehen am 4. November 2020)
- Günter Pappenheim (verliehen am 4. November 2020)

## 2021
- Klaus Nerlich aus Weimar (verliehen am 3. Mai 2021)

## 2024
- Michael Brychcy (verliehen am 25. Januar 2024)[11]
- Norbert Frei (verliehen am 20. Februar 2024)[12]
- Stephan Justus Perthes (verliehen am 20. Februar 2024)[12]
- Annette Rommel (verliehen am 20. Februar 2024)[12]
- Karl Friedrich Rommel (verliehen am 20. Februar 2024)[12]
- Gitta Heil aus Harth-Pöllnitz (verliehen am 27. Februar 2024)[13]
- Ron Hoffmann aus Nöda (verliehen am 27. Februar 2024)[13]
- Peter Traut aus Straufhain (verliehen am 27. Februar 2024)[13]

## 2025
- Naftali Fürst (verliehen am 5. April 2025)[14]

## Quelle
- Ordensträger